# Giganci Na Żywo 2009: Mohegun Sun
Giganci Na Żywo 2009: Mohegan Sun – indywidualne, pierwsze w 2009 r. zawody
siłaczy z cyklu Giganci Na Żywo.
Data: 17 maja 2009 r.

Miejsce: Mohegan Sun Casino & Resort, Uncasville, stan Connecticut  Stany Zjednoczone
WYNIKI ZAWODÓW:
| Miejsce | Zawodnik                  | Kraj              | Punkty |
| ------- | ------------------------- | ----------------- | ------ |
| 1.      | Derek Poundstone          | Stany Zjednoczone | 59     |
| 2.      | Travis Ortmayer           | Stany Zjednoczone | 51,5   |
| 3.      | Brian Shaw                | Stany Zjednoczone | 39     |
| 4.      | Louis-Philippe Jean       | Kanada            | 39     |
| 5.      | Johannes Årsjö            | Szwecja           | 32     |
| 6.      | Michaił Koklajew          | Rosja             | 28     |
| 7.      | Mark Felix                | Wielka Brytania   | 25,5   |
| 8.      | Terry Hollands            | Wielka Brytania   | 22,5   |
| 9.      | Sebastian Wenta           | Polska            |        |
| 10.     | Kristinn Óskar Haraldsson | Islandia          |        |
| 11.     | Jimmy Marku               | Wielka Brytania   |        |
| 12.     | Gerard Benderoth          | Stany Zjednoczone |        |

Trzech najlepszych zawodników zakwalifikowało się do Mistrzostw Świata Strongman 2009.